# Trionfo di sant'Alessandro
Il dipinto decora la cupola della basilica di Sant'Alessandro di Bergamo. La decorazione iniziò nel 1833 dopo che la sua costruzione fu ultimata nel 1827 su progetto dell'architetto milanese Giuseppe Cusi, progetto commissionato dall'arcidiacono Maria Celio Passi. Nel 1833 e successivamente nel 1853 ne fu commissionata a Francesco Coghetti la decorazione completa.

## Storia

### Gli affreschi del 1833
Nel 1827 la cupola della cattedrale alessandrina era stata terminata e fu il vescovo Carlo Gritti Morlacchi a ordinarne la decorazione al giovane pittore Coghetti nel 1830. La commissione prevedeva che l'artista oltre a decorare la cupola, terminasse la decorazione del Tempietto di Santa Croce sempre di Bergamo con le immagini di Dio Padre nonché i medaglioni ovali con i dottori della chiesa. La cupola era costruita in legno, rivestita di rame e completa di tamburo in cotto e priva del lanternino. Aveva però uno spessore tanto sottile che causò fin da subito, infiltrazioni che obbligarono a richiedere già dal 1833 interventi di ristrutturazioni e mantenimento. 
La commissione firmata il 14 gennaio 1832, era molto particolareggiata e gli otto ovali dovevano raffigurare precisi fatti della bibbia nel piccolo spazio definito dagli stucchi realizzati e dorati da Giuseppe Giussani e Isidoro Agosti. I soggetti risultarono essere piuttosto complicati e di non facile realizzazione anche perché gli spazi erano davvero minimi. Il compenso dell'artista era di 8800 lire austriache, e l'artista doveva provvedere a pagare i materiali, nonché i muratori che dovevano seguirlo della realizzazione. L'artista non riuscì a dipingere i soggetti che gli furono commissionati proprio perché lo spazio minimo non lo permetteva. Realizzò invece: Abacuc profeta trasportato dall'angelo, Arcangelo san Michele, Angeli della grazia celeste, Santi Narno e Alessandro, Sante Grata ed Esteria, Elia rapito sul carro di fuoco, Angeli dell'adorazione e Angelo della pace. I soggetti risultarono essere piuttosto complicati e di non facile realizzazione. Il costo sarebbe stato sostenuto anche dal vescovo Morlacchi che avrebbe donato cinquecento lire per ogni medaglione realizzato. La modifica dei soggetti raffigurati, fu probabilmente indicata già all'inizio della realizzazione essendo davvero impossibili da riprodurre disegni elaborati. 
A ringraziamento della committenza, Coghetti realizzò il ritratto del vescovo Carlo Gritti Morlacchi, conservato nella sagrestia dei canonici.

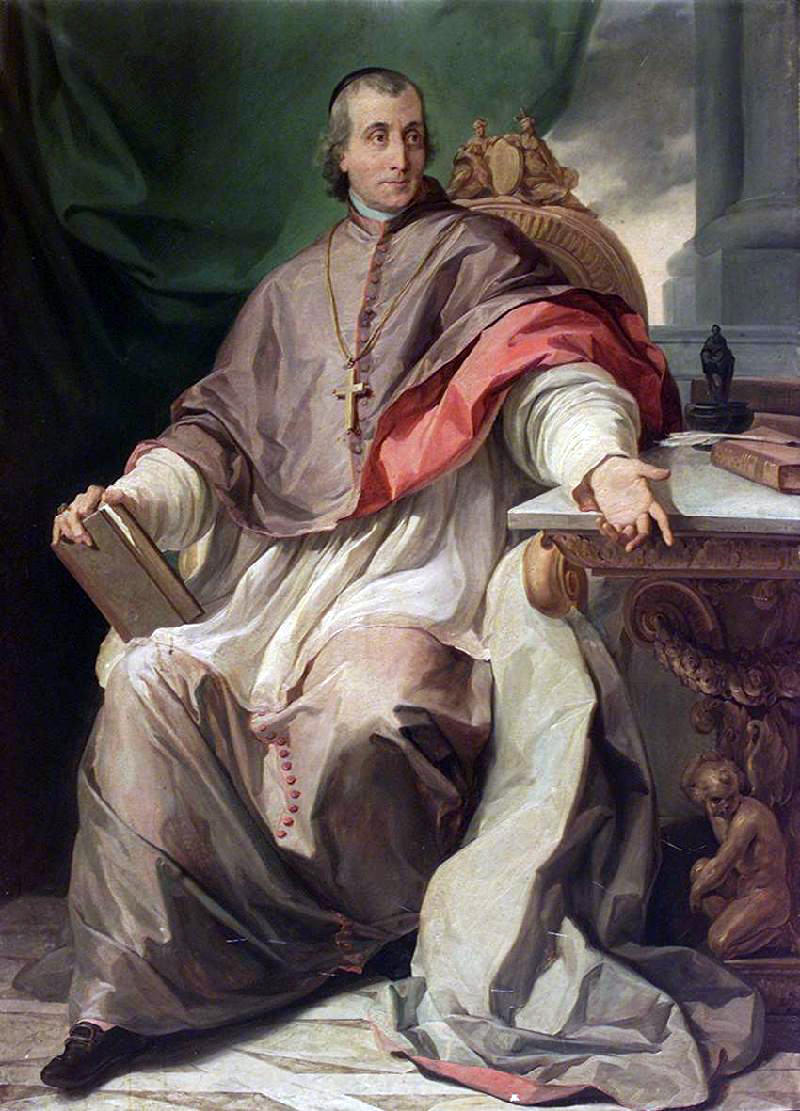
Ritratto del vescovo Carlo Gritti Morlacchi-1832

Le infiltrazioni dovute alla precaria realizzazione della cupola, iniziarono a danneggiare i dipinti che furono protetti da un tavolato ligneo precludendoli alla vista dei fedeli. Gli affreschi negli ovali, causa le infiltrazioni furono rimossi con la tecnica dello strappo nel 1851, e conservati nei depositi della cattedrale, a opera di Bernardo Gallizioli. Non tutti i dipinti sono stati recuperati, ma ne sono andati perduti tre. Quelli restati raffigurano: Elia rapito sul carro di fuoco, San Marco e sant'Alessandro, Santa Grata e santa Esteria, Angeli della grazie celeste e san Michele. I dipinti su tela rimasti, testimoniano il grave stato di conservazione in cui si trovavano gli affreschi.

### Gli affreschi del 1853
Nel 1851 la nuova cupola progettata da Ferdinando Crivelli era terminata. Per la decorazione, vent'anni dopo la prima realizzazione, fu nuovamente chiamato Coghetti che aveva raggiunto un'alta maturità artistica e che si trovava a Roma dove aveva realizzato opere di carattere profano per la famiglia Torlonia che avevano avuto grande eco anche a Bergamo sua città d'origine. L'artista promise la realizzazione di un grande dipinto raffigurante il trionfo di sant'Alessandro nel più breve tempo possibile, consegnandone i disegni preparatori. Di questi se ne conservano sette: due nel muso diocesano, cinque nel palazzo Passi de Preposulo di Villongo San Filastro. Il grande affresco fu commissionato nel 1851 dal canonico della cattedrale Pietro Rusca e Guglielmo Lochis il maggior esponente cittadino come studioso e collezionista d'arte. Quest'ultimo fece da intermediario tra il committente e l'artista, perché il costo sembrava superare quanto la cattedrale potesse spendere, e il canonico si appoggiò al Lochis per poter modificarne e diminuirne il costo. 
In contratto fu firmato quindi dal Lochis su incarico dell'arciprete il 12 luglio. L'atto riportava come prima condizione che l'artista doveva dipingere: «con ricchezza di figure, fra le quali dovranno emergere quelle di tutti i nostri Santi Concittadini e Protettori, a buon fresco e secondo ogni regola d'arte, tutta la cupola». Il dipinto doveva essere consegnato il giorno della festa del santo patrono, il 26 agosto del 1853. Il prezzo fu pattuito in 1000 lire napoleonici d'oro da pagarsi in tre rate. L'anticipo entro un mese dal contratto, una seconda rata con la visione dei disegni preparatori, e il saldo al termine dell'affrescatura. Quanto necessitava alla sua realizzazione in materiali a mano d'opera erano completamente a carico del committente.
L'artista si confronterà per tutta la realizzazione con il Lochis. Coghetti creò una cupola in gesso, situazione che in uso nel XIX secolo, dove proporre le immagini da dover poi riprodurre sull'ampio piano della cupola della cattedrale. I costi per la realizzazione risultarono ben presto maggiori del previsto e il 12 novembre 1851 l'artista scrisse al Lochis dicendo che aveva forse firmato troppo frettolosamente il contratto ma che poi, appurato l'impianto e i costi riteneva che il prezzo pattuito non fosse sufficiente indicando che era: “obbligato a mancare alla parola data”. La cosa non piacque allo storico che rispose ricordando l'obbligo dell'artista a rispettare quanto contrattato. Capendo l'errore compiuto Coghetti rispose che capiva, scusandosi, il suo obbligo a realizzare quanto firmato nel contratto. L'ulteriore lettera del 26 aprile 1852, Cognetti comunicava al Lochis di aver ripreso i lavori di decoro della cupola certo di incontrare la piena approvazione senza risparmiare ne fatica ne spese.
I pennacchi della cupola erano stati realizzati nel 1762 da Carlo Innocenzo Carloni e raffigurano: Isaia, nel momento in cui gli vengono toccate con carbone e purificate le labbra, Geremia che in prigione detta la parola di Dio a Baruch, Daniele adorato dal Re Nabucco, e Ezechiele cui viene indicato dall'angelo di mangiare il libro sacro.

Alla sua morte fu recitato un sintetico necrologio che, pur non citando le opere giovanili, fu particolarmente attento a questa sua opera: 
(Cenno necrologico di Francesco Coghetti)

## Descrizione
La realizzazione dell'affresco durò dal maggio all'agosto del 1853. L'artista ripropose quei cartoni disegnati che avevano avuto consenso da parte del Lochis. Il dipinto si sviluppa su tre anelli. Il primo anello ospita la presenza di quaranta figure di santi e martiri, tutti legati alla storia di Bergamo, tra questi Coghetti inserì il ritratto dell'arcidiacono Pietro Busca.
L'anello intermedio vi è raffigurato sant'Alessandro, titolare della chiesa nonché patrono cittadino, nelle vesti di soldato di Tebe. Il santo è accompagnato da uno stuolo di angeli di fronte a Cristo e alla Madonna che gli pone la corona simbolo di santità. Il santo martire volge lo sguardo verso il centro dell'opera mentre apre le braccia. Nella parte centrale è raffigurato il paradiso con la colomba dello Spirito Santo.
Le figure si presentano molto plastiche riprendendo quanto meglio potesse proporre teologicamente la caratteristica di ogni personaggio, nonché l'uso di colori di alta qualità portano l'opera a avere importante interesse artistico, a indicare la capacità e la maturità dell'artista, che aveva raggiunto sicuramente a Roma ma che aveva già sviluppato durante gli anni giovanili di studio a Bergamo.
Nel 2007 il dipinto fu oggetto di restauro che hanno portato a un maggior studio, approfondendo anche quegli aspetti che non erano visibili dal basso dell'aula. Il restauro ha rilevato la diversità di lavorazione dell'intonaco formato di grassello di calce e inerti silicacei e marmorei di diversa cromia che hanno permesso la colorazione della parte che si presenta calda alla vista. Diversa è la lavorazione della parte centrale dove la parte non è lisciata a cazzuola ma a frattazzo per dare un effetto granito e ruvido che accentuasse lo sfondato delle nuvole da dove appare Dio Padre, dandone maggiore luce.